# Smokey Hogg
Andrew "Smokey" Hogg, född 27 januari 1914 i Westconnie, Texas, död 1 maj 1960 i McKinney, Texas, var en amerikansk bluesmusiker.
Hogg föddes nära Westconnie, Texas och växte upp på familjens bondgård. Hans far, Frank Hogg, lärde honom att spela gitarr. I tonåren träffade han musikern Black Ace, med vilken han reste runt och spelade i östra Texas.
1937 begav sig Hogg och Black Ace till Chicago för att spela in för Decca Records. Sessionerna genererade grammofonskivan "Family Trouble Blues"/"King Hearted Blues", som utgavs under namnet Andrew Hogg. Hogg kom därefter inte att spela in något nytt material på över ett årtionde. Tidigt 1940-tal gifte han sig och bodde i närheten av Dallas, Texas.  
I mitten av 1940-talet värvades Hogg till den amerikanska armén, vari han tjänstgjorde under en kort period. Han kom därefter att fortsätta att arbeta och leva i och i närheten av Dallas. 1947 upptäcktes han av T Rippa Sr, skivbolagsdirektör på Bluesbonnet Records. Bolaget kom att spela in Hogg flera gånger och leasade även ut inspelningarna till Modern Records.
Hoggs första inspelning på Modern Records var Big Bill Broonzy-låten "Too Many Drivers". Skivan sålde tillräckligt för att bolaget skulle ta Hogg till Los Angeles, för att där spela in ytterligare låtar tillsammans med ett studioband. Bland dessa inspelningar återfinns "Long Tall Mama" (1949) och ytterligare en Broonzy-låt, "Little School Girl" (1950). Den sistnämnda lyckades ta sig in på den amerikanska R&B-listan, där den låg på en niondeplats som bäst.
Hogg fortsatta att spela in skivor fram till slutet av 1950-talet. Han avled av cancer (vissa källor anger emellertid magsår som dödsorsak) 1960 i McKinney, Texas.